# Bad Gastein
Bad Gastein ou Badgastein é uma Estância termal, localizada no distrito de St. Johann im Pongau, estado de Salzburg, Áustria. Fica próxima aos altos vales dos Alpes Tauern, é conhecida pela Cachoeira de Gastein e pela rede hoteleira.
Conhecida como o Montecarlo dos Alpes e situado em Salzburgo, Bad Gastein é uma autêntica jóia histórica e natural. Bad Gastein localiza-se na linha ferroviária Tauern, que une Salzburgo e Caríntia.

## Esportes
Bad Gastein é conhecida por suas estações de esqui, para esqui alpino, snowboarding, na qual sedia torneios anualmente, Bad Gastein é um ski resort.
Também sediou um torneio de tênis feminino, o WTA de Bad Gastein.

## Cidadãos notáveis
- Thea Hochleitner (1925–2012), esquiador alpino
- Hans Eder (1927–2008), esquiador nórdico

## Ligações Externas
- www.slopeseeker.com
- www.gasteinertal.com
- www.gasteiner-heilstollen.com